# Liste de personnalités nées en Maine-et-Loire
Liste chronologique des personnages historiques et personnalités célèbres nés dans le département français de Maine-et-Loire.
Le Maine-et-Loire a été créé en 1790 à la faveur de la Révolution française. Pour les personnes nées avant 1790, se référer à l'article Liste de personnalités nées en Anjou.

## Nées à la fin duXVIIIesiècle
- Guillaume Bodinier (Angers 1795  — Angers 1872), peintre et dessinateur[1].
- Abel Aubert du Petit-Thouars (Turquant 1793 — Paris 1864), hydrographe, navigateur et explorateur[2].
- Prosper Ménière (Angers 1799 — Paris 1862), médecin et professeur agrégé de la faculté de médecine de Paris[3].

## Nées auXIXesiècle

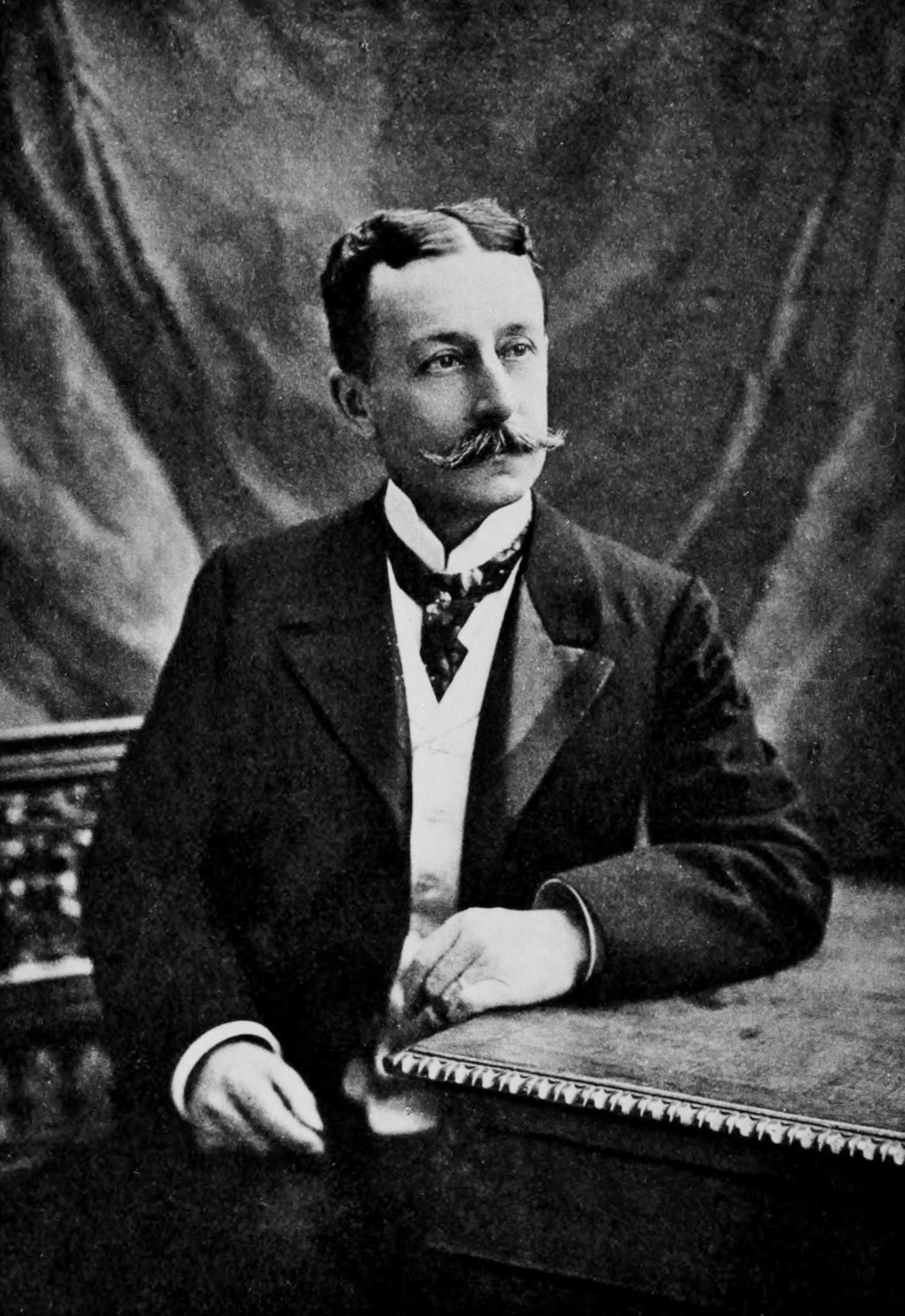
René Bazin

- Mathilde Alanic (Angers 1864 — 1948), écrivaine et aquarelliste.
- Gaston Allard (1838 — Angers 1918), botaniste, créateur de l'arboretum d'Angers.
- Ludovic Alleaume (Angers 1859 — Paris 1941), artiste peintre et graveur.
- Alexis Axilette (Durtal 1860 — Durtal 1931), artiste peintre.
- Édouard de Barthélemy (Angers 1830 — Paris 1888), historien, membre de nombreuses Sociétés savantes.
- René Bazin (Angers 1853 — Paris 1932), écrivain, romancier, journaliste, historien, essayiste et auteur de récits de voyages[4].
- Antoinette De Bergevin, dite Colette Yver (Segré 1874 — Rouen 1953), écrivaine et féministe.
- Charles Berjole (Angers 1884 — Angers 1924), poète, dramaturge, illustrateur et artiste peintre.
- Pierre Berjole (Saumur 1897 — 1990), professeur de peinture, directeur d'école d'art, peintre, aquarelliste, illustrateur et décorateur.
- Victor Bernier (Cholet 1868 — Angers 1952), pharmacien, maire d'Angers et président du conseil général de Maine-et-Loire de 1932 à 1945.
- Charles Ernest Beulé (Saumur 1826 — 1874), archéologue et homme politique.
- Jules Bordier (Angers 1846 — Angers 1896), pianiste, compositeur et chef d'orchestre.
- André Bruel (Saint-Sylvain-d'Anjou 1894 — Angers 1978), éditeur de presse, écrivain et poète angevin patoisan.
- Yves de la Casinière ou Yves Chiron de la Casinière (Angers 1897 — Paris 1971), musicien, compositeur et pédagogue.
- Coco Chanel de son vrai nom Gabrielle Bonheur Chasnel (Saumur 1883 — Paris 1971), créatrice de mode, modiste et grande couturière[5].
- Fernand Charron (Angers 1868 — Maisons-Laffitte 1928), constructeur d'automobiles à qui Octave Mirbeau a dédié La 628-E8.
- Édouard Cointreau (1849 — 1923), industriel habile, créateur de la célèbre liqueur cristalline parfumée à l'orange (Triple Sec), encore fabriquée à l'usine Cointreau, qui héberge un musée.

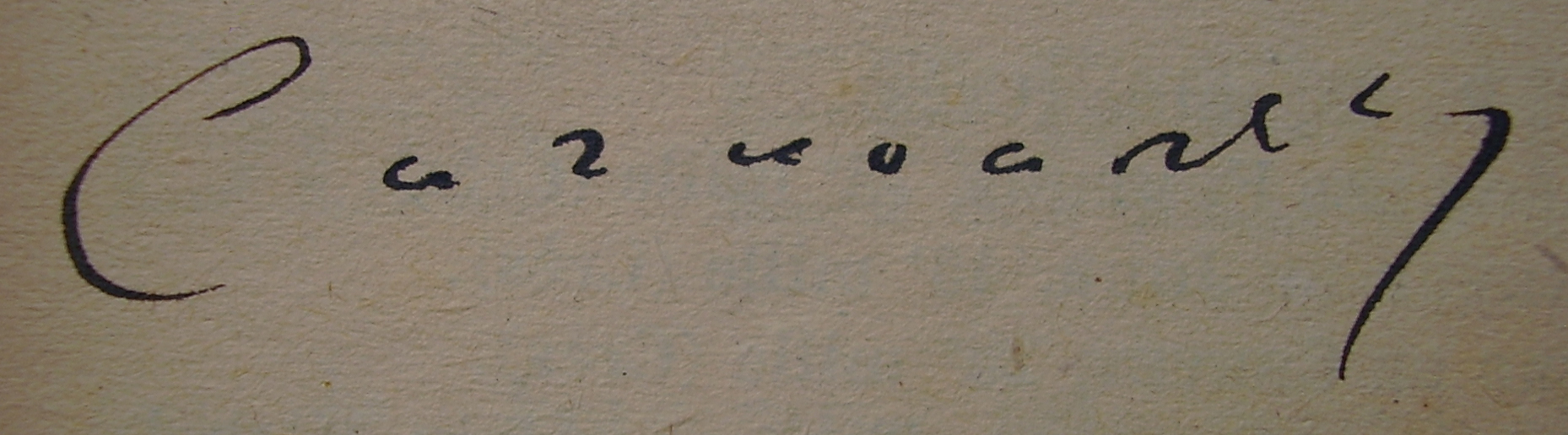
Paraphe de Curnonsky.

- Curnonsky de son vrai nom Maurice-Edmond Sailland (Angers 1872 — Paris 1956), gastronome et auteur[6].
- Julien Daillière (Bauné 1812 — Angers 1887), poète lyrique et auteur dramatique.
- Ernest François Dainville (Angers 1824 — 1917), architecte.
- *Alfred de Falloux (Angers 1811 — 1886), homme politique et ministre de l'Instruction publique.
- Ferdinand Hervé-Bazin, (Brain-sur-l'Authion 1847 — Angers 1889), écrivain et grand-père d'Hervé Bazin.
- Charles Joly-Leterme (Baugé 1805 — Saumur 1885), architecte.
- Émile Joulain (Mazé 1900 — 1989), écrivain et poète d'expression angevines[7].
- Jules Eugène Lenepveu (Angers 1819 — Paris 1898), peintre.
- André Leroy (Angers 1801 — 1875), pépiniériste.
- Eugène Livet (Vernantes 1820 — Nantes 1913), éducateur et précurseur de l'enseignement technique en France.
- Félix Lorioux (Angers 1872 — Angers 1964), illustrateur.
- Alexis Maillé (Angers 1815 — Angers 1897), entrepreneur, officier, député et maire d'Angers[8].
- Hippolyte Maindron (Champtoceaux 1801 — Paris 1884), sculpteur[9].
- Jean-Adrien Mercier (Angers 1889 - 1995), affichiste et illustrateur.
- Jacques-Ambroise Monprofit (Saint-Georges-sur-Loire 1857 — Angers 1922), médecin et chirurgien, maire d'Angers et député de Maine-et-Loire.
- Louis Monprofit (Beaufort-en-Vallée 1821 — 1893), enseignant, huissier et maire d'Angers.
- René Montrieux (Angers 1806 — Angers 1883), entrepreneur, député et maire d'Angers.
- Auguste Pinguet (Angers 1863 — 1947), poète, conteur, auteur et luthier.
- Georges Saulo (Angers 1865 — 1945), sculpteur.
- Alphonse Toussenel (Montreuil-Bellay 1803 — Paris 1885), écrivain et journaliste français.
- Édouard Louis Trouessart (Angers 1842 — Paris 1927), zoologiste.

Personnalités nées dans les territoires de l'ancienne province d'Anjou, situés depuis la Révolution française dans les départements voisins (Mayenne angevine, Maine angevin et Touraine angevine) :
- Léo Delibes (La Flèche, dans le Haut-Anjou de la Sarthe, en 1836 — Paris 1891), compositeur.
- Paul de Farcy (Château-Gontier 1841 — Angers 1918), historien.
- Marie-Sophie Leroyer de Chantepie (Château-Gontier 1800 — Angers 1888), écrivaine.

## Nées auXXesiècle

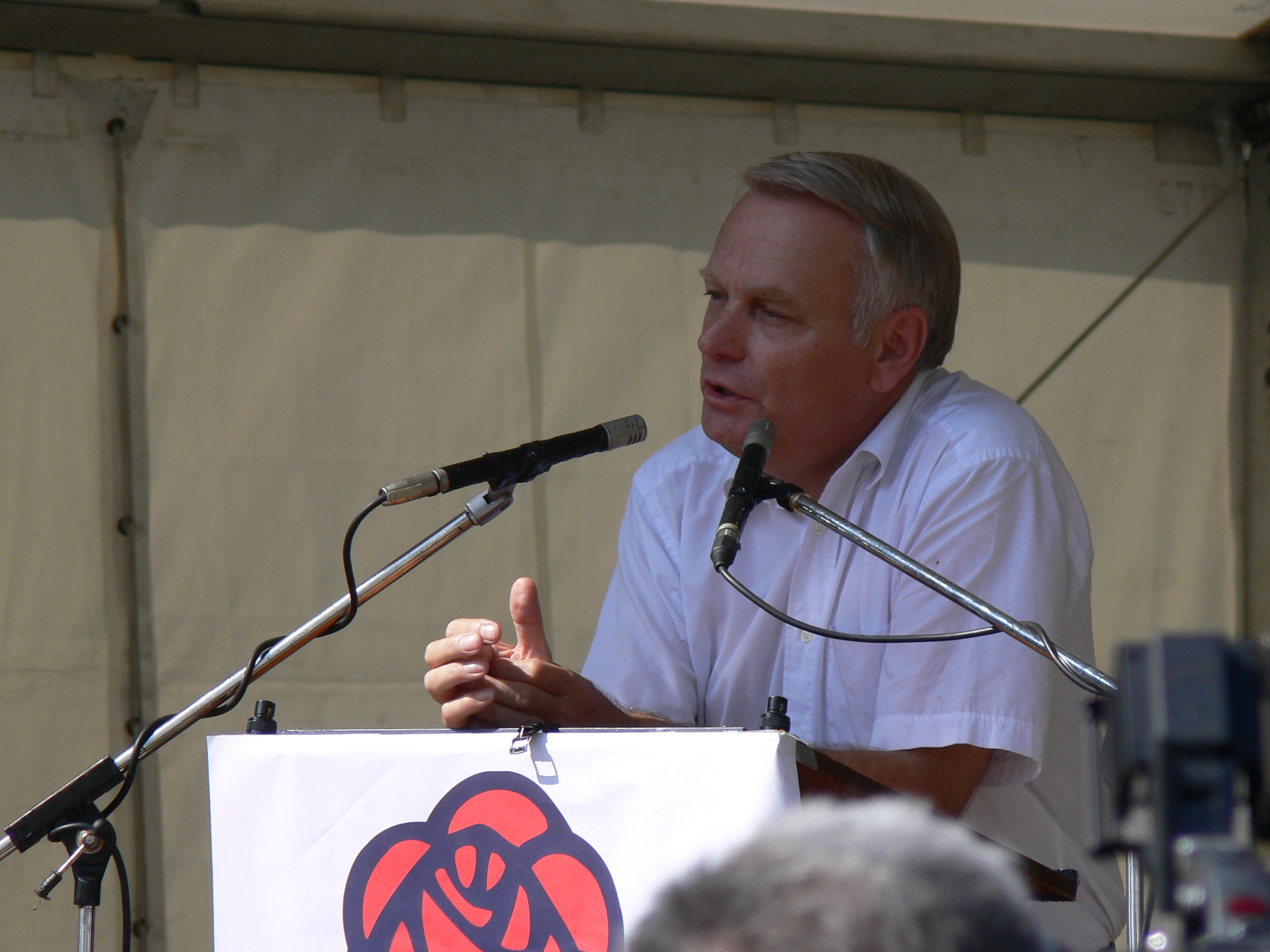
Jean-Marc Ayrault

- Fanny Ardant (Saumur 1949 — ), actrice.
- Jean-Marc Ayrault (Maulévrier 1950 — ), homme politique, député-maire de Nantes[10] puis premier ministre sous François Hollande.
- André Bazin (Angers 1918 — Nogent-sur-Marne 1958), critique et théoricien de cinéma.
- Hervé Bazin, pseudonyme de Jean-Pierre Hervé-Bazin (Angers 1911 — Angers 1996), écrivain notamment du roman Vipère au poing[11].
- Joseph Bédier (Angers 1916 — Mauthausen 1945), résistant et déporté de la Seconde Guerre mondiale.
- Marc Berdoll (Trélazé 1953 — ), ancien footballeur international.
- Pierre Bouteiller (Angers 1934 — mort en 2017), journaliste et homme de radio et télévision.
- Auguste Cesbron (1887 à Vezins, mort en 1962), évêque d'Annecy de 1940 à 1962.
- Ernestine Chassebœuf, (Botz-en-Mauges 1910 — Coutures 2005), épistolière
- Eugène Claudius-Petit (Angers 1907 — Paris 1989), homme politique.
- Henri Dutilleux (Angers 1916 — Paris 2013), compositeur de musique classique des périodes moderne et contemporaine[12].
- Jean Foyer (Contigné 1921 — Paris 2008), homme politique et juriste[13].
- Daniel Gélin (Angers 1921 — Paris 2002), acteur, réalisateur et scénariste[14].
- Bettina Goislard (Saumur 1974 — Ghazni, en Afghanistan, 2003), employée française du Haut commissariat pour les réfugiés des Nations unies en Afghanistan.
- Julien Gracq, de son vrai nom Louis Poirier (Saint-Florent-le-Vieil 1910 — Angers 2007), écrivain, prix Goncourt[15].
- Ménie Grégoire, de son vrai nom Marie Laurentin (Cholet 1919 — Tours 2014), grande voix sur RTL dans les années 1970.
- Michel Gruet (Angers 1912 — Angers 1998), archéologue, paléontologue, préhistorien et docteur en médecine.
- Jean Guillou (Angers 1930 — Paris 1919), organiste, pianiste, compositeur et un improvisateur.
- Jessica Houara-d'Hommeaux (Angers 1987 — ), défenseur à l'Olympique lyonnais (féminines) et en équipe de France féminine de football.
- Joaquin Jimenez (Saumur 1930 — ), graveur de monnaies et de médailles.
- Nicolas Mahut (Beaucouzé 1982 — ), joueur de tennis.
- Yvon Péan, dit Guérin Defontaine (Fontaine-Guérin 1928 — Saint-Barthélemy-d'Anjou 2009), écrivain de rimiaux et conteur d'expression angevine[16].
- Paul Poupard (Bouzillé 1930 — ), cardinal de l’église catholique romaine, président émérite du Conseil pontifical pour la culture[17].
- René Rabault (Angers 1910 — Angers 1993), homme de théâtre, décorateur et écrivain, et l'un des fondateurs du festival d'Angers devenu ensuite le festival d'Anjou[18].
- Noëlla Rouget (Saumur 1919 — ), résistante et déportée.
- Danièle Sallenave (Angers 1940 — ), écrivaine et membre de l'Académie française.
- Yves Robert (Saumur 1920 — 2002, acteur, scénariste, réalisateur et producteur.
- Gérard Souzay (Angers 1918 — Antibes 2004, chanteur lyrique (baryton).
- Jacques Spiesser (Angers 1947 — ), acteur.
- Jacques Tempereau (Saumur 1945 — Angers 2006), sculpteur angevin.
- Stéphane Traineau (Cholet 1966 — ), champion olympique de judo.
- Valérie Trierweiler (Angers 1965 — ), journaliste politique et animatrice de télévision.
- Joseph Wresinski (Angers 1917 — Paris 1988), fondateur du Mouvement des Droits de l'homme ATD Quart Monde.

## Nées auXXIesiècle
- Désiré Doué (Angers 2005 — ), footballeur international français.